# Phoroncidia truncatula
Phoroncidia truncatula là một loài nhện trong họ Theridiidae.
Loài này thuộc chi Phoroncidia. Phoroncidia truncatula được Embrik Strand miêu tả năm 1909.